# Croizatia naiguatensis
Croizatia naiguatensis är en emblikaväxtart som beskrevs av Julian Alfred Steyermark. Croizatia naiguatensis ingår i släktet Croizatia och familjen emblikaväxter. Inga underarter finns listade i Catalogue of Life.